# Juan Araujo
Juan Araujo Pino, né à La Carolina (province de Jaén, Espagne) le 24 novembre 1920 et mort à Séville le 4 novembre 2002, est un footballeur espagnol des années 1940 et 1950 qui jouait au poste d'attaquant. Il joue pendant onze saisons au Séville FC (1945-1956).

## Biographie
Juan Araujo commence à jouer au Xerez CD en 1943.
En 1945, il est recruté par le Séville FC où il joue jusqu'en 1956. Avec Séville, il remporte le championnat d'Espagne en 1946 (il est l'auteur du but décisif qui donne le titre à son club) et la Coupe d'Espagne en 1948. Lors de son étape avec Séville, Araujo joue 210 matchs de championnat et marque 139 buts. Il fait ainsi partie des 30 meilleurs buteurs de l'histoire du championnat espagnol.
En 1956, il rejoint le Córdoba CF, puis le Xerez CD en 1957. Il met un terme à sa carrière en 1958.
Il est titulaire de la médaille du Mérite sportif (medalla al Mérito Deportivo).

## Palmarès
Avec Séville FC :
- Champion d'Espagne en 1946[1]
- Vainqueur de la Coupe d'Espagne en 1948[1]